# Tännesberg (hrad)
Tännesberg je zřícenina hradu na 692 metrů vysokém vrchu Schlossberg nad městysem Tännesberg v okrese Neustadt an der Waldnaab v Horní Falci v Bavorsku.

## Historie
Hrad postavil ve 12. století rod pánů z Paulsdorfu. V letech 1394 až 1397 ho prodali falckrabatům Ruprechtu I. a Ruprechtu II. Hrad byl zničen během třicetileté války. Jeho zřícenina je volně přístupná.

## Popis
V jižní třetině hradního kopce se zvedá šest metrů vysoký hradní val, který je obklopen příkopem a v severní části oddělen šíjovým příkopem. Horní průměr činí 22 metrů, dolní přibližně 35 až 45 metrů. Vnější předhradí severně od šíjového příkopu má vnitřní plochu 40 × 50 metrů. Je obklopeno valem, který probíhá asi 5 metrů pod hranou svahu a tvoří příkop proti svahu. Velikost vnějšího předhradí včetně příkopu je přibližně 70 × 65 metrů. Zřícenina byla v roce 1817 zbořena a hradní vrch byl přebudován na kalvárii. Ve vnějším předhradí se dodnes zachovaly stopy po hradbách, z nichž některé byly odkryty.